# 森友里恵
森 友里恵（もり ゆりえ、1993年4月17日 - ）は、日本の女性ファッションモデル、タレントである。大阪府出身。NEW POWERに所属していた。

## 略歴
2010年に行われた神コレオーディションに合格し事務所入りし、その後2014年に東レキャンペーンガールに選ばれるも、事務所の移籍をめぐるトラブルにより起用中止になった。前事務所の「NASAエンターテインメント」社長・小林英雄は、移籍先の芸能プロダクション「NEW POWER」の役員・田川義明（宇田川芳明）を相手取って、違法な引抜き行為により損害を被ったとして計6600万円を求める訴訟を起こしたが原告側が敗訴している。亜細亜大学を卒業後はフリーで活動している。2015年には『めざましテレビ』でイマドキガールを務めたが、在任期間は1年だった。

## 人物
趣味は、散歩、ショッピング、笑うこととスポーツ。特技は、絵画、テニス、サーフィン、チアリーディングである。

## 書籍

### 雑誌連載
- ViVi
- cancam

## 出演
- めざましテレビ（フジテレビ、2015年3月30日 - 2016年1月21日） - イマドキガール